# Doina Ruști
Doina Ruști (Comoșteni, 1957. február 15. –) román regényíró.

## Életrajza
Ruști a Dolj megyei Comoșteniben született. Szülei és tanárai egy dél-romániai faluban nevelték fel, és a túlélésért küzdött a kommunista érában.
 Vérében a montenegróitól a zsidókig és különösen a dunai románokig terjedő származásúak, mindegyik -escu végződésű hosszú nevekkel, többségük tanár, boltos és lókereskedő. Comoșteni gyermekkori otthona egy balkáni világ több száz éven át gyűjtött élményeit őrizte.
Ruști fiatalsága egy olyan házban telt, amely megmentette a múlt nyomait eseményekben, hintókban, kassza és korabeli ruhákban, amelyeket rengeteg könyv és tárgy koronázott meg, amelyek megmozgatták a képzeletét. De ez a világ brutálisan véget ért. Tizenegy éves korában édesapját rejtélyes körülmények között gyilkolták meg, amelyeket a mai napig nem sikerült tisztázni. A kommunizmus végén bevezetett bizonytalanság, elnyomás, abszurd szabályok és káosz keveredett egy falu fantasztikus univerzumával, amelyet szellemmesék, hierofániák és földalatti erők irányítanak, és ez a drámai és varázslatos környezet ihlette a Fantoma din moară (A szellem a malom). A regényért a Romániai Írószövetség díjával jutalmazták.

## Munkássága
A reprezentatív kortárs író, Ruști sokféle témát dolgoz fel regényeiben, szisztematikus felépítéssel. Néhány könyvét lefordították nemzetközi nyelvekre.
Lizoanca la 11 ani, 2009, 2017 című regényét a Román Akadémia Ion Creangă-díjával tüntették ki. Témája és tipológiai felépítése szempontjából "az egyik legerősebb kortárs román regénynek" jegyezték meg (Paul Cernat Gelu Ionescu szerint. Megjelenésekor a Lizoanca vitákat váltott ki, ugyanis a közvélemény figyelmét felhívta egy gyerek történetére, akit szinte egyöntetűen vádolnak a vádlók által elkövetett atrocitásokkal. A regényt németre, spanyolra, olaszra, magyarra és szerbre fordították, kritikákat kapott, és vitákat szított tabutémákról, mint például a pedofília, a családon belüli bántalmazás, a hozzá nem értő szülők gyermekeinek problémái (Marina Freier és a Magyar Nemzet). Ami azt illeti, Doina Ruști összes regényében visszatérően szerepel a családi bomlás mint intézmény témája.
A Manuscrisul fanariot (A Fanariot kézirat), 2015, 2016, 2017 című bestsellerét, amely egy 18. századi szerelmi történetet írja újjá, a Mâța Vinerii (Péntek este / A veszedelmes ételek könyve, 2017) követte a varázslókról és receptekről szóló mese, lefordítva angolra, németre, spanyolra és magyarra. Ez a két könyv egy meglehetősen ellentmondásos történelmi időszakról ad perspektívát: a 18. Phanariot századot. A makacs stílus, a költői átfedés és az elbeszélés gördülékenysége fémjelzi ezt a két könyvet. A Convorbiri literare folyóirat díjával kitüntetett Omulețul roșu (A kis vörös ember, 2004, 2012), valamint a többszörösen díjazott Zogru (2006, 2015) című metaregényt lefordították olaszra, bolgárra, magyarra és spanyolra.
Ruști sajátos látásmódot hoz az irodalomba, amely munkája minden rétegében megjelenik, de különösen nyelvi szempontból. A kifejezés kreativitása kölcsönzi írásának markerét.
Számos novellát is írt, amelyeket folyóiratokban és antológiákban publikált.

## Stílusa
Doina Ruști, aki egyaránt érdeklődik a fantasztikus és a realista műfajok iránt, ugyanolyan meggyőzően ír a kortárs világ szörnyűségeiről és a magas eszmékről. Regényeiben gyakran szerepelnek erőszakolók, gyilkosok, éhezők, korrupt vagy triviális kötelezettségek által felemésztett emberek, William Faulkner karaktereire emlékeztetve – az írónőt, aki mindig is inspirálta. Ruști fantasztikus karaktereket, tündéket, vörös lidérceket, szellemeket, mágikus macskákat és varázslókat is megelevenít, ami arra késztette néhány kritikust, hogy összehasonlítsa munkáját Marc Chagalllal, Mihail Bulgakovval, Süskinddel és Márquezzel (Dan C. Mihăilescu, Marco Dotti és a Neue Zürcher Zeitung szerint). A jelenhez erősen kapcsolódó szerteágazó tematika, valamint Doina Rusti regiszterek közötti váltási képessége a kortárs román irodalom írói közé sorolja (Nicolae Breban, Norman Manea, Daniel Cristea-Enache).

## Regények
- Paturi oculte Litera, 2020
- Homeric, Polirom, 2019
- Logodnica Polirom, 2017
- Mâța Vinerii Polirom, 2017
  - Ártó receptek könyve – Orpheusz, Budapest, 2018 · ISBN 9786155886065 · Fordította: Szenkovics Enikő
- Lizoanca la 11 ani, Polirom, Top 10+, 2017
- Manuscrisul fanariot Polirom, 2015, 2016
- Zogru, 2nd ed, Polirom, Top 10+, 2013
  - Zogru – Sétatér Kulturális Egyesület, Kolozsvár, 2014 · ISBN 9789730160130 · Fordította: Szenkovics Enikő
- Mămica la două albăstrele Polirom, 2013
- Patru bărbați plus Aurelius Polirom, 2011
- Cămașa în carouri și alte 10 întâmplări din București Polirom, 2010
- Lizoanca la 11 ani Editura Trei, 2009
  - Lizoanca tizenegy évesen – Orpheusz, Budapest, 2015 · ISBN 9789639809611 · Fordította: Szenkovics Enikő
- Fantoma din moară Polirom, 2008.
  - A malom kísértete – Orpheusz, Budapest, 2024 · ISBN 9786156638014 · Fordította: Szenkovics Enikő
- Zogru, Polirom Iași, 2006, 2nd ed, 2013
- Omulețul roșu Editura Vremea, Bucharest, 2004

## Fordítás
- Ez a szócikk részben vagy egészben  a   Doina Ruști című angol Wikipédia-szócikk fordításán alapul.  Az eredeti cikk szerkesztőit annak laptörténete sorolja fel. Ez a jelzés csupán a megfogalmazás eredetét és a szerzői jogokat jelzi, nem szolgál a cikkben szereplő információk forrásmegjelöléseként.